# Дело Олеси Садовской

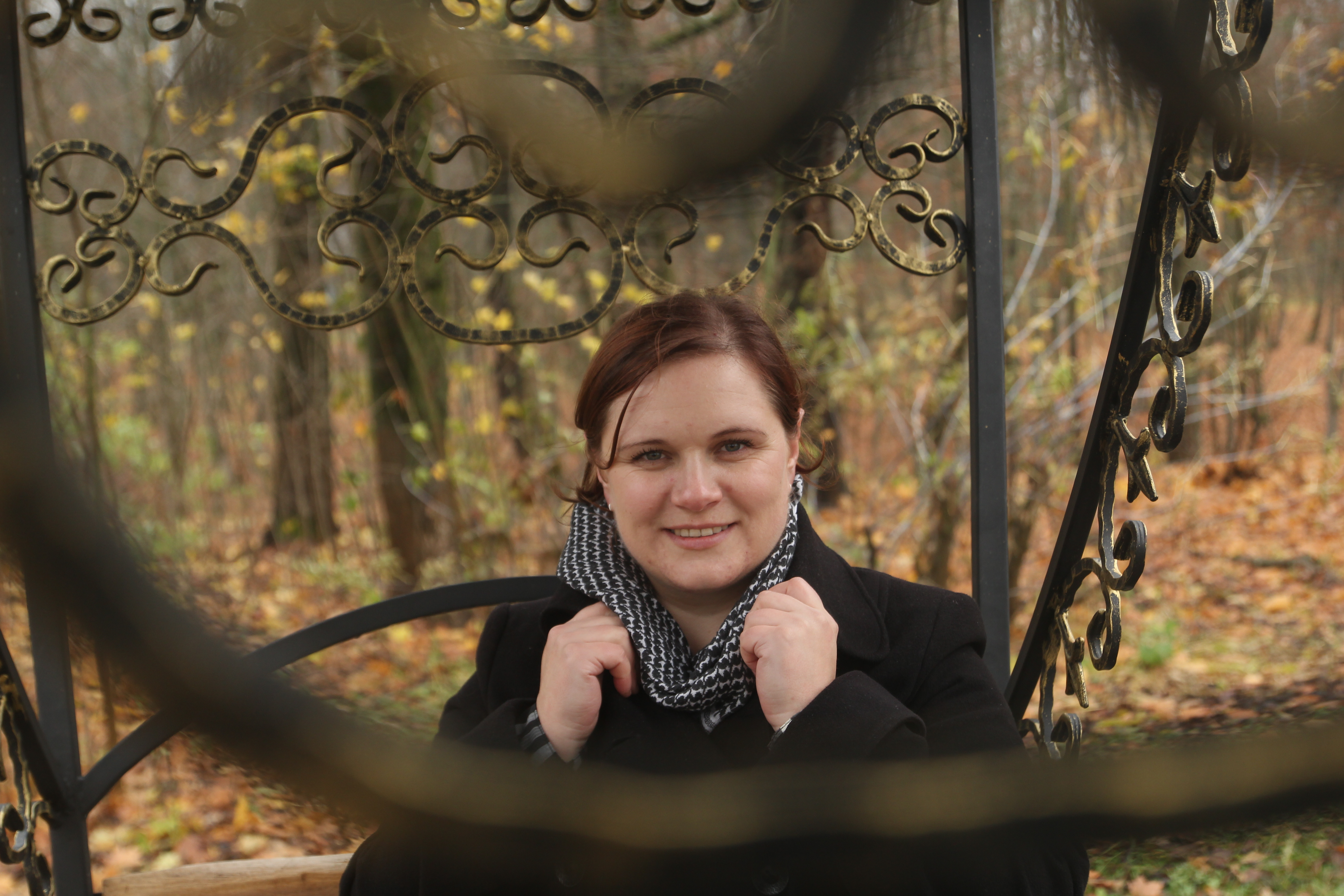
Олеся Садовская в 2018 году

Дело Олеси Садовской — преследования белорусской правозащитницы Олеси Садовской.
Оле́ся Петро́вна Садо́вская (Донецк, 3 октября 1986) — белорусский правозащитник, жертва карательной психиатрии.

## Биография
Родилась 3 октября 1986 года в Куйбышеском районе г. Донецка (Украина). Отец белорус, мать по национальности русская с украинским гражданством и белорусскими корнями по отцовской линии.
В 1992 году переехала с отцом в Республику Беларусь (д. Круглянка, Сморгонского района. Гродненской области).
В 2002 году закончила Милейковскую базовую школу Сморгонского района Гродненской области по месту жительства бабушки со стороны отца, с 2002 по 2004 гг. получила среднее образование в Подберезской средней школе Воложинского района, Минской области[значимость факта?].
В 2006 году закончила Молодечненский Государственный строительный профессиональный лицей по специальности торговое дело (контролёр-кассир).
с 2010 по 2012 гг. училась в Молодечненском торгово-экономическом колледже на товароведа, но не закончила.

### Инцидент и популярность
Внимание общественности к своей персоне Олеся Садовская привлекла историей, когда в 2013 году попали в интернет видеозаписи ее пыток из Молодечненского РОВД 2012 года, за разглашение которых ей угрожали уголовными делами, психушкой и отобранием дочери.
Волна внимания поднялась после того, как в 2015 году угрозы нашли свою реализацию: Олеся провела 4 месяца в психиатрическом стационаре по решению суда в рамках уголовного дела. Следует отметить, что наличие диагноза, который положил суд в основание для принудительного лечения белорусские эксперты опровергли в 2016 году — эти события безвозвратно легли в историю.
Популярность укрепила процедура по отобранию ее дочери в 2015—2016 гг., которая прошла под пристальным вниманием общественности и СМИ. Возвращение дочери закончилось отбытием ограничения свободы домашнего режима в результате уголовного дела по ст. 366 УК РБ. (до 2018г).

### Достижения
Одновременно с решением своих проблем содействовала оказанию помощи нуждающимся в юридической защите. Жертва разлукой дочери была использовано во благо общества - на основании ее обращений при взаимодействии с другими организациями получены положительные результаты по внесению дополнений и изменений в законодательство Республики Беларусь ( УИК и ГК РБ), а также практику его применения в пользу целостности семьи при разрешении вопросов в процедуре отобрания детей из семей. .